# 安中市立九十九小学校
安中市立九十九小学校（あんなかしりつ つくもしょうがっこう）は、群馬県安中市にあった公立小学校。

## 概要
周囲に田園が広がり樹木も多く、自然に恵まれている｡

## 沿革
- 2022年（令和4年）3月31日 - 安中市立臼井小学校とともに安中市立松井田小学校に統合され廃校[1]。

## 学区
- 九十九地区[2]

## 学校教育目標
基本目標は心ゆたかでたくましく、自ら学びつづける児童の育成である。

### 具体目標
- やさしい子・・・（あいさつができる、本をたくさん読む、責任を持って仕事をする）
- げんきな子・・・（仲良く運動する、休まずに学校に通う、目標をもって生活する）
- かしこい子・・・（課題を見つけ追求できる、意見をはっきり言える、家庭学習をきちんとする）